# Fachangestellter für Arbeitsmarktdienstleistungen

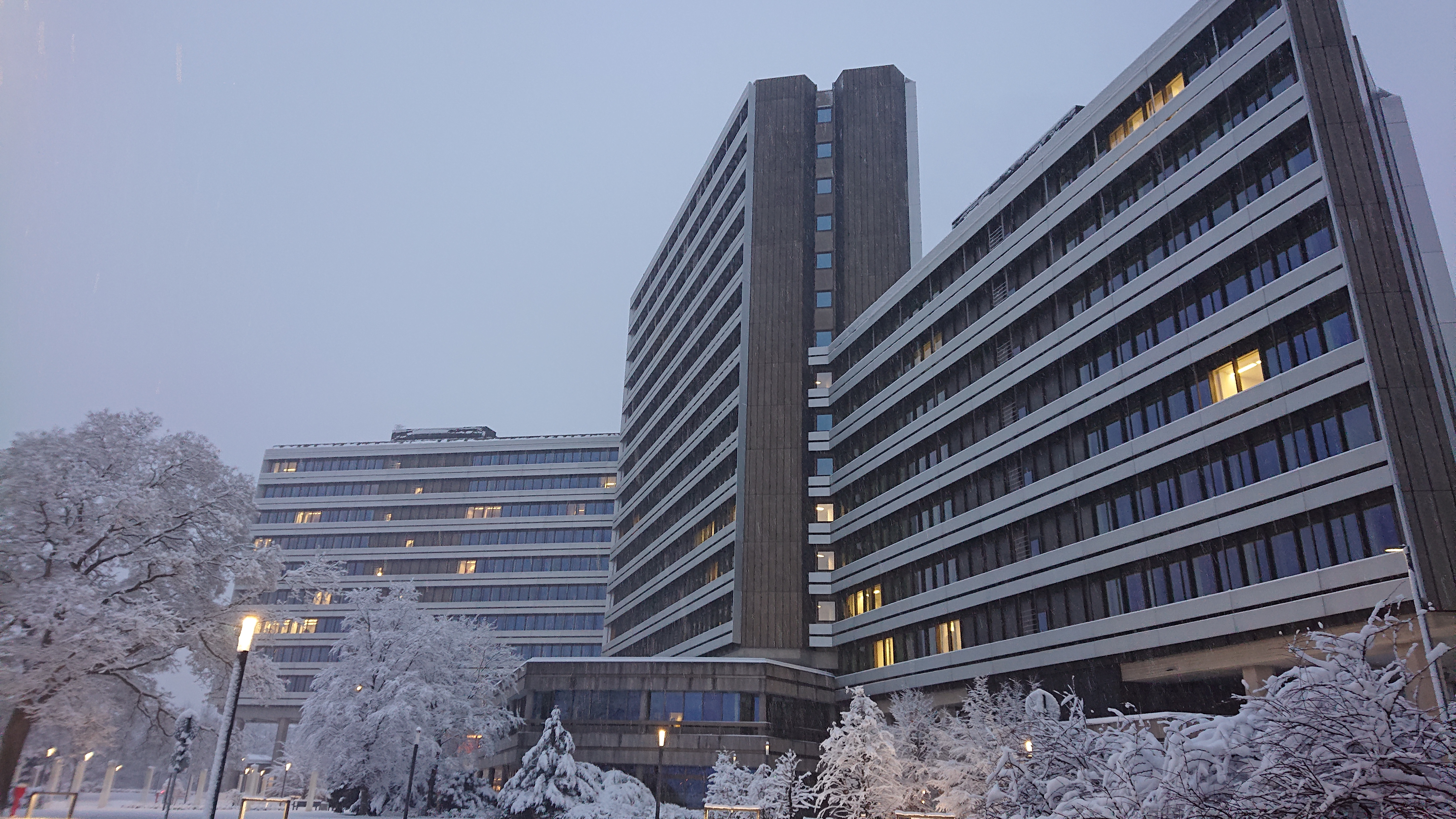
Die Zentrale der Bundesagentur für Arbeit in Nürnberg

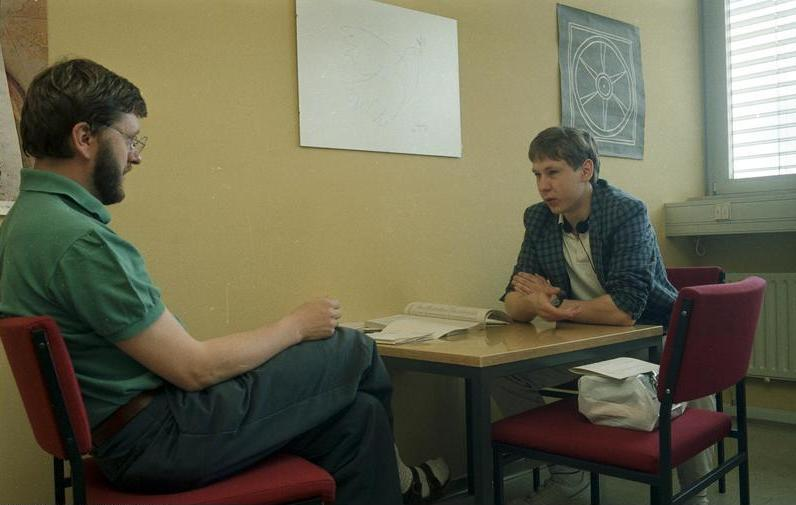
Bonn, Arbeitsamt (1988)

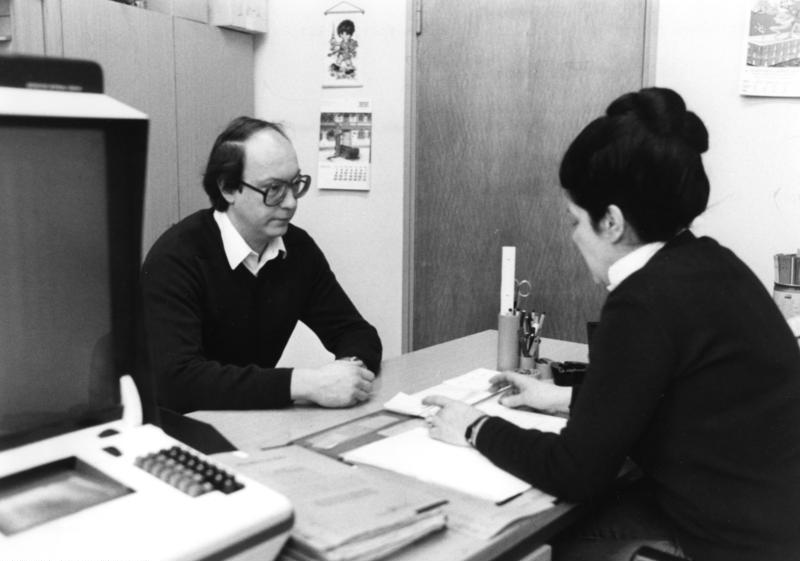
Berlin, Arbeitsamt Sonnenallee, Arbeitsvermittlung (1982)

Fachangestellte/r für Arbeitsmarktdienstleistungen ist ein anerkannter Ausbildungsberuf nach dem deutschen Berufsbildungsgesetz (BBiG). Diese bundesweit geregelte dreijährige Ausbildung wird bei der Bundesagentur für Arbeit im öffentlichen Dienst angeboten. Die Ausbildung kann bei guten Leistungen auf 2,5 Jahre verkürzt werden. Während der Ausbildung sind die Ausbildungsbedingungen im Tarifvertrag für Nachwuchskräfte (TVN-BA) vereinbart. Die Schaffung des Ausbildungsberufs zum Fachangestellten für Arbeitsmarktdienstleistungen löste die Ausbildung zum Fachangestellten für Arbeitsförderung ab.

## Berufsbild
Fachangestellte für Arbeitsmarktdienstleistungen arbeiten in erster Linie im Kundenbereich (Eingangszone, Service-Center) der Agenturen für Arbeit auf der Grundlage des Sozialgesetzbuches III (SGB III), in den Jobcentern nach dem SGB II und den Familienkassen gemäß des Bundeskindergeldgesetz. Dort klären sie Anliegen der Ratsuchenden, erteilen Auskünfte und nehmen Arbeitslosenmeldungen und Anträge auf Leistungen entgegen. Sie unterstützen Kunden beim Ausfüllen der Anträge, bereiten Arbeitsunterlagen für die Arbeitsvermittler vor und wirken bei der Ausbildungs- und Arbeitsvermittlung mit. Sie bearbeiten auch Anträge auf Leistungen, wie z. B. Anträge auf Arbeitslosengeld, auf Leistungen zur Unterstützung der Beratung und Vermittlung, zur Förderung der Aufnahme in einer Beschäftigung und der Teilnahme an beruflichen Bildungsmaßnahmen. Auch interne Serviceaufgaben wie z. B. Personalangelegenheiten und Personalsachbearbeitung, können zu ihrem Tätigkeitsbereich gehören.

## Voraussetzungen
Um ihre Aufgaben fachkundig erledigen zu können, müssen Fachangestellte für Arbeitsmarktdienstleistungen an Wirtschafts- und Sozialpolitik sowie am Umgang mit Rechtsvorschriften interessiert sein. Kommunikationsstärke und Sozialkompetenz im Kontakt mit Kunden der Agenturen für Arbeit, Teamfähigkeit sowie eine ausgeprägte Servicementalität sollte sie auszeichnen. Neben diesen persönlichen Voraussetzungen bringen Bewerber vorzugsweise einen mittleren Bildungsabschluss mit.

## Ausbildungsvergütung
Stand 1. April 2022:
1. Ausbildungsjahr: 1.068,26 €
2. Ausbildungsjahr: 1.118,20 €
3. Ausbildungsjahr: 1.164,02 €

Seit Juli 2023 bis Februar 2024 wird monatlich eine steuer- und sozialversicherungsfreie Inflationsausgleichsprämie in Höhe von 110 € zusätzlich zum Nettogehalt gezahlt.
Ab März 2024 werden anschließend die Ausbildungsvergütungen um 150,00 Euro Brutto erhöht. Die Ausbildungsvergütung sieht somit ab März 2024 wie folgt aus:
1. Ausbildungsjahr: 1.218,26 €
2. Ausbildungsjahr: 1.268,20 €
3. Ausbildungsjahr: 1.314,02 €